# Distrito electoral federal 1 de Chihuahua
El Distrito electoral federal 1 de Chihuahua es uno de los 300 Distritos Electorales en los que se encuentra dividido el territorio de México y uno de los nueve en los que se divide el estado de Chihuahua. Su cabecera es Ciudad Juárez.
Desde el proceso de distritación de 2022 abarca la zona norte de Ciudad Juárez.

## Distritaciones anteriores

### Distritación 1979 - 1996
Estaba integrado por la zona central del estado y su cabecera era la ciudad de Chihuahua.

### Distritación 1996 - 2005
Entre 1996 y 2005, el territorio del Distrito I estaba ubicado en el norte y noroeste del estado, lo formaban los municipios de Ahumada, Ascensión, Buenaventura, Casas Grandes, Galeana, Gómez Farías, Guadalupe, Ignacio Zaragoza, Janos, Madera, Matachí, Namiquipa, Nuevo Casas Grandes, Práxedis G. Guerrero y Temósachi, la cabecera era Nuevo Casas Grandes.

### Distritación 2005 - 2017
Entre 2005 y 2017, el territorio del Distrito 1 está ubicado en el norte y noroeste del estado, lo formaban los municipios de Ahumada, Ascensión, Guadalupe, Janos,  Práxedis G. Guerrero y Juárez, la cabecera es Juárez.

### Distritación 2017 - 2022
Entre 2017 y 2022 el distrito abarcó por la parte central de Ciudad Juárez.

## Diputados por el distrito
| Diputado | Diputado                          | Grupo parlamentario | Legislatura                | Periodo     |
| -------- | --------------------------------- | ------------------- | -------------------------- | ----------- |
|          | Roque Jacinto Morón               | Liberal             | III IV                     | 1863 - 1868 |
| VI* VII  | Roque Jacinto Morón               | Liberal             | 1871 - 1875                |             |
|          | Ignacio Gómez del Campo           | Liberal             | VIII                       | 1875 - 1878 |
| Vacante  | Vacante                           | Vacante             | IX X                       | 1878 - 1882 |
|          | Ignacio Gómez del Campo           | Liberal             | XI XII                     | 1882 - 1886 |
|          | Leopoldo Rincón                   |                     | XIII XIV                   | 1886 - 1890 |
|          | Ignacio de la Torre y Mier        | Unión Liberal       | XV XVI                     | 1890 - 1894 |
|          | Bernardo Urueta Siqueiros         |                     | XVII XVIII XIX XX XXI XXII | 1894 - 1906 |
|          | Antonio Ramos Pedrueza            |                     | XXIII                      | 1906 - 1908 |
|          | Bernardo Urueta Siqueiros         |                     | XXIV XXV                   | 1908 - 1912 |
| Vacante  | Vacante                           | Vacante             | XXVI                       | 1912 - 1914 |
| Vacante  | Vacante                           | Vacante             | Constituyente              | 1916 - 1917 |
|          | Manuel H. Segovia                 | PLC                 | XXVII                      | 1917 - 1918 |
|          | Andrés Ortíz Arriola              |                     | XXVIII                     | 1918        |
|          | Vito Aguirre                      | 1918 - 1920         | XXVIII                     |             |
|          | Socorro García                    |                     | XXIX                       | 1920 - 1922 |
|          | Ángel G. Castellanos              | PA                  | XXX                        | 1922 - 1924 |
|          | José U. Escobar                   |                     | XXXI                       | 1924 - 1926 |
|          | Juan Salas Porras                 |                     | XXXII                      | 1926 - 1928 |
|          | Rafael Romero                     |                     | XXXIII                     | 1928 - 1930 |
|          | Cipriano Arriola                  |                     | XXXIV XXXV                 | 1930 - 1934 |
|          | Enrique González Flores           |                     | XXXVI                      | 1934 - 1937 |
|          | Eugenio Prado Proaño              |                     | XXXVII                     | 1937 - 1940 |
|          | Rogelio Sánchez Corral            |                     | XXXVIII                    | 1940 - 1943 |
|          | Tomás Valles Vivar                |                     | XXXIX                      | 1943 - 1946 |
|          | Eugenio Prado Proaño              |                     | XL                         | 1946 - 1949 |
|          | Óscar Soto Maynez                 |                     | XLI                        | 1949 - 1950 |
|          | Óscar Ornelas Armendáriz          | 1950 - 1952         | XLI                        |             |
|          | Genaro Martínez                   |                     | XLII                       | 1952 - 1955 |
| Vacante  | Vacante                           | Vacante             | XLIII                      | 1955 - 1958 |
|          | Miguel Olea Enríquez              |                     | XLIV                       | 1958 - 1961 |
|          | Manuel Bernardo Aguirre Samaniego |                     | XLV                        | 1961 - 1964 |
|          | Saúl González Herrera             |                     | XLVI                       | 1964 - 1967 |
|          | Mariano Valenzuela Ceballos       |                     | XLVII                      | 1967 - 1970 |
|          | Ramiro Salas Granado              |                     | XLVIII                     | 1970 - 1973 |
|          | Julio Cortázar Terrazas           |                     | XLIX                       | 1973 - 1976 |
|          | Alberto Ramírez Gutiérrez         |                     | L                          | 1976 - 1979 |
|          | Margarita Moreno Mena             |                     | LI                         | 1979 - 1982 |
|          | Miguel Ángel Acosta Ramos         |                     | LII                        | 1982 - 1985 |
|          | Eduardo Turati Álvarez            |                     | LIII                       | 1985 - 1988 |
|          | David Gómez Reyes                 |                     | LIV                        | 1988 - 1991 |
|          | Fernandro Rodríguez Serna         |                     | LV                         | 1991 - 1994 |
|          | Manuel Russek Valles              |                     | LVI                        | 1994 - 1997 |
|          | Jeffrey Jones Jones               |                     | LVII                       | 1997 - 2000 |
|          | Rubén Rivera Merino               | 2000                | LVII                       |             |
|          | Hortencia Enríquez Ortega         |                     | LVIII                      | 2000 - 2003 |
|          | José Mario Wong Pérez             |                     | LIX                        | 2003 - 2006 |
|          | Enrique Serrano Escobar           |                     | LX                         | 2006 - 2009 |
|          | Jaime Flores Castañeda            |                     | LXI                        | 2009 - 2012 |
|          | Adriana Fuentes Téllez            |                     | LXII                       | 2012 - 2015 |
|          | Fernando Uriarte Zazueta          |                     | LXIII                      | 2015 - 2018 |
|          | Esther Mejía Cruz                 |                     | LXIV                       | 2018 - 2021 |
|          | Daniel Murguía Lardizábal         |                     | LXV LXVI                   | 2021 - 2027 |

## Resultados electorales

### 1964
|  | 34.11 % |

|  | 65.05 % |

|  | 0.43 % |

|  | 0.40 % |

|  | 0.00 % |

|  | 0.00 % |

|  | 100.00 % |

|  | 0.00 % |

|  | 45.04 % |

|  | 54.96 % |

### 1967
|  | 26.22 % |

|  | 71.91 % |

|  | 1.77 % |

|  | 0.00 % |

|  | 0.00 % |

|  | 0.10 % |

|  | 100.00 % |

|  | 0.00 % |

|  | 46.64 % |

|  | 53.36 % |

### 1970
|  | 25.49 % |

|  | 68.61 % |

|  | 5.49 % |

|  | 0.00 % |

|  | 0.00 % |

|  | 0.29 % |

|  | 99.87 % |

|  | 0.13 % |

|  | 42.69 % |

|  | 57.31 % |

### 1973
|  | 24.41 % |

|  | 62.34 % |

|  | 7.40 % |

|  | 0.00 % |

|  | 0.00 % |

|  | 0.23 % |

|  | 94.39 % |

|  | 5.61 % |

### 1976
|  | 0.00 % |

|  | 80.17 % |

|  | 9.01 % |

|  | 1.29 % |

|  | 0.00 % |

|  | 0.30 % |

|  | 90.77 % |

|  | 9.23 % |

|  | 31.12 % |

|  | 68.88 % |

### 1979
|  | 12.05 % |

|  | 56.74 % |

|  | 5.28 % |

|  | 5.05 % |

|  | 1.89 % |

|  | 10.93 % |

|  | 1.53 % |

|  | 0.00 % |

|  | 93.47 % |

|  | 6.53 % |

|  | 26.96 % |

|  | 73.04 % |

### 1982
|  | 30.77 % |

|  | 60.23 % |

|  | 2.53 % |

|  | 0.60 % |

|  | 1.34 % |

|  | 3.60 % |

|  | 0.94 % |

|  | 0.00 % |

|  | 0.00 % |

|  | 0.00 % |

|  | 100.00 % |

|  | 0.00 % |

|  | 52.12 % |

|  | 47.88 % |

### 1985
|  | 51.42 % |

|  | 39.91 % |

|  | 0.73 % |

|  | 0.17 % |

|  | 0.56 % |

|  | 1.62 % |

|  | 0.51 % |

|  | 1.09 % |

|  | 0.27 % |

|  | 0.00 % |

|  | 96.28 % |

|  | 3.72 % |

|  | 39.23 % |

|  | 60.77 % |

### 1988
|  | 45.09 % |

|  | 48.58 % |

|  | 2.30 % |

|  | 2.11 % |

|  | 0.48 % |

|  | 1.24 % |

|  | 0.21 % |

|  | 0.00 % |

|  | 100.00 % |

|  | 0.00 % |

|  | 42.98 % |

|  | 57.05 % |

### 1991
|  | 29.57 % |

|  | 59.68 % |

|  | 0.64 % |

|  | 0.92 % |

|  | 0.84 % |

|  | 0.73 % |

|  | 0.45 % |

|  | 0.22 % |

|  | 1.43 % |

|  | 2.17 % |

|  | 0.00 % |

|  | 0.01 % |

|  | 96.66 % |

|  | 3.34 % |

|  | 68.31 % |

|  | 31.69 % |

### 1994
|  | 28.11 % |

|  | 59.91 % |

|  | 0.36 % |

|  | 3.69 % |

|  | 0.71 % |

|  | 0.21 % |

|  | 0.17 % |

|  | 3.81 % |

|  | 0.93 % |

|  | 0.00 % |

|  | 0.03 % |

|  | 97.93 % |

|  | 2.07 % |

|  | 78.84 % |

|  | 21.16 % |

### 1997
|  | 40.26 % |

|  | 39.45 % |

|  | 12.91 % |

|  | 0.57 % |

|  | 2.90 % |

|  | 1.05 % |

|  | 0.17 % |

|  | 0.14 % |

|  | 0.00 % |

|  | 0.00 % |

|  | 97.45 % |

|  | 2.55 % |

|  | 55.17 % |

|  | 44.83 % |

### 2000
|  | 39.60 % |

|  | 43.84 % |

|  | 12.30 % |

|  | 0.46 % |

|  | 0.43 % |

|  | 0.35 % |

|  | 0.40 % |

|  | 97.37 % |

|  | 2.63 % |

|  | 57.46 % |

|  | 42.54 % |

### 2003
|  | 31.34 % |

|  | 47.95 % |

|  | 10.92 % |

|  | 3.89 % |

|  | 0.68 % |

|  | 0.14 % |

|  | 0.18 % |

|  | 0.49 % |

|  | 0.10 % |

|  | 0.16 % |

|  | 0.01 % |

|  | 95.87 % |

|  | 4.13 % |

|  | 33.02 % |

|  | 66.98 % |

### 2006
|  | 33.16 % |

|  | 38.29 % |

|  | 16.89 % |

|  | 6.75 % |

|  | 2.62 % |

|  | 0.23 % |

|  | 97.94 % |

|  | 2.06 % |

|  | 43.47 % |

|  | 56.53 % |

### 2009
|  | 21.61 % |

|  | 33.62 % |

|  | 5.99 % |

|  | 4.44 % |

|  | 21.81 % |

|  | 5.49 % |

|  | 0.81 % |

|  | 0.13 % |

|  | 93.91 % |

|  | 6.09 % |

|  | 26.16 % |

|  | 73.84 % |

### 2012
|  | 17.95 % |

|  | 35.22 % |

|  | 24.37 % |

|  | 7.17 % |

|  | 5.44 % |

|  | 0.07 % |

|  | 90.22 % |

|  | 9.78 % |

|  | 46.19 % |

|  | 53.81 % |

### 2015
|  | 14.94 % |

|  | 42.04 % |

|  | 4.35 % |

|  | 2.09 % |

|  | 3.87 % |

|  | 8.30 % |

|  | 9.76 % |

|  | 3.07 % |

|  | 5.18 % |

|  | 0.11 % |

|  | 93.71 % |

|  | 6.29 % |

|  | 23.11 % |

|  | 76.89 % |

### 2018
|  | 15.26 % |

|  | 10.15 % |

|  | 51.91 % |

|  | 4.86 % |

|  | 2.61 % |

|  | 11.69 % |

|  | 0.07 % |

|  | 96.56 % |

|  | 3.44 % |

|  | 49.09 % |

|  | 50.91 % |

### 2021
|  | 25.37 % |

|  | 3.21 % |

|  | 2.07 % |

|  | 7.41 % |

|  | 53.80 % |

|  | 2.29 % |

|  | 0.79 % |

|  | 1.67 % |

|  | 0.00 % |

|  | 0.07 % |

|  | 96.69 % |

|  | 3.31 % |

|  | 36.04 % |

|  | 63.96 % |